# Hakon Ahlberg
Hakon Claes Axel Ahlberg, född 10 juni 1891 i Laholm, död 12 mars 1984 i Stockholm, var en svensk arkitekt och grundare av Svenska Arkitekters Riksförbund (SAR) och dess förste ordförande. Han var en flitig debattör och som arkitekt ritade han allt från kyrkor och museer till bostäder och sjukhus. Han var son till Axel Ahlberg och bror till Alf Ahlberg.

## Utbildning
Hakon Ahlberg examinerades från Kungl. Tekniska Högskolan i Stockholm 1914, och hade bland andra Lars Israel Wahlman och Erik Lallerstedt som lärare. Han studerade också på Konstakademien 1914–1917, där han hade Ivar Tengbom som lärare. Åren 1918–1920 var han sekreterare i Svenska Slöjdföreningen.

## Liv och verk

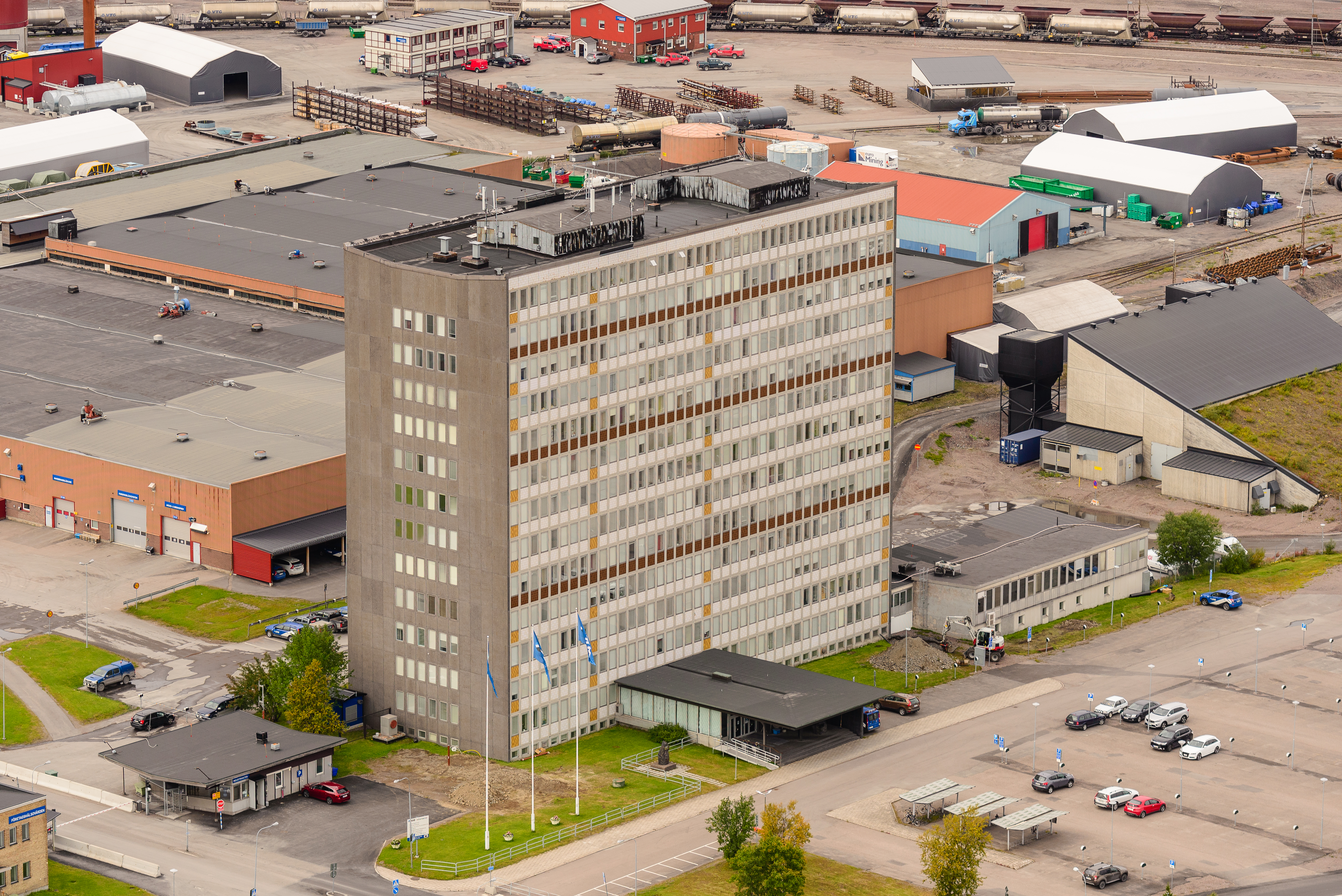
Kontorshus för LKAB i Kiruna.

Alf Ahlberg var son till kontraktsprosten Axel Ahlberg och Anna Lindskog och bror till Alf Ahlberg. Han växte upp i Harplinge.
Hakon Ahlberg hade en huvudroll som ideell ledare för 1900-talets svenska arkitekter som deras organisatör och talesman. År 1936 tog han initiativet till organisationen Svenska Arkitekters Riksförbund (SAR) som han ledde som ordförande till 1944.
Ahlbergs verk kännetecknades av tidens ombrytning i arkitekturstilen. Här fanns allt, från svensk nationalromantik och tjugotalsklassicism, internationellt även kallat Swedish grace, till funktionalism. Konstindustripaviljongen i Näckrosdammen som han ritade till Göteborgsutställningen 1923 är ett exempel på en byggnad helt i nyklassicismens anda, medan han i Frimurarebarnhuset i Blackeberg från 1928 visar en geometrisk saklighet. Bostadshusen i Hjorthagen i Stockholm från 1934 illustrerar en funktionalistisk arkitektur. 
En helt osentimental anknytning till svensk byggnadstradition kommer till sin uttryck i byggnaderna för Landsorganisationens (LO) folkhögskola i Brunnsvik norr om Ludvika där brodern Alf Ahlberg var verksam. Husen påbörjades 1928 och kompletterades i flera etapper fram till 1940-talet. Här grupperar sig enkla faluröda trälängor med sadeltak och några vitputsade stenhus till ett litet brukssamhälle, som fint smälter in i landskapet.
I hans senare verksamhet dominerar sjukhusbyggnader, och han var Medicinalstyrelsens arkitekt från 1935. Här kan nämnas Sidsjöns mentalsjukhus utanför Sundsvall (1939) och universitetssjukhuset i Maracaibo i Venezuela (1946-54).
Hakon Ahlberg var 1921-1922 redaktör för Teknisk Tidskrifts fackavdelning för Arkitektur. När tidskriften lade ner sina fackavdelningar, gick han våren 1922 över till nystartade tidskriften Byggmästaren vars huvudredaktör han var fram till 1924. Ahlberg är representerad vid Nationalmuseum. Mellan 1929 och 1930 samt 1942 var han ledamot av Skönhetsrådet. År 1955 blev han hedersledamot av Hallands nation vid Lunds universitet.

## Citat
| ”                                                                       | Att möta Hakon Ahlberg är att få träffa en människa, som i sin person kan sägas sammanfatta en hel epok - med alla de skiftningar och utvecklingssprång som ett sådant skede kan innehålla | „ |
| – Stig Åhlund i tidskriften Byggmästaren 1980, inför Ahlbergs 90-årsdag | |   |

## Bildgalleri

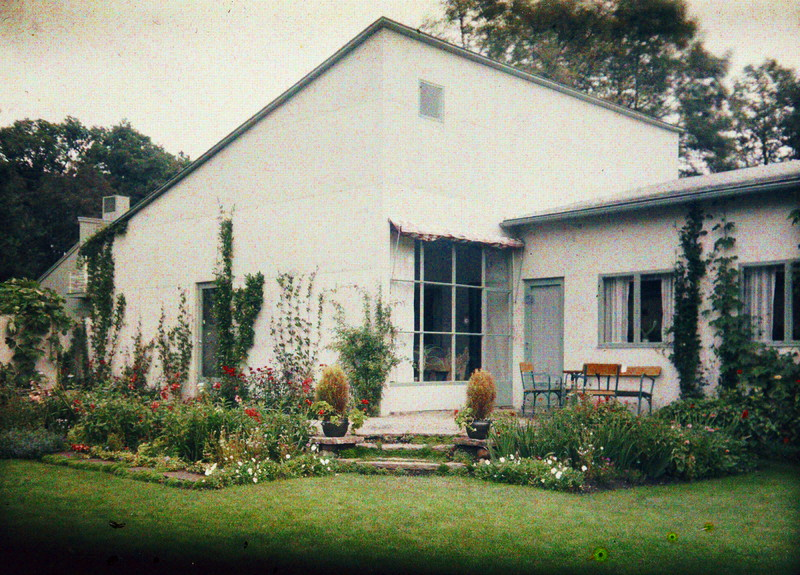
Stockholmsutställningen 1930
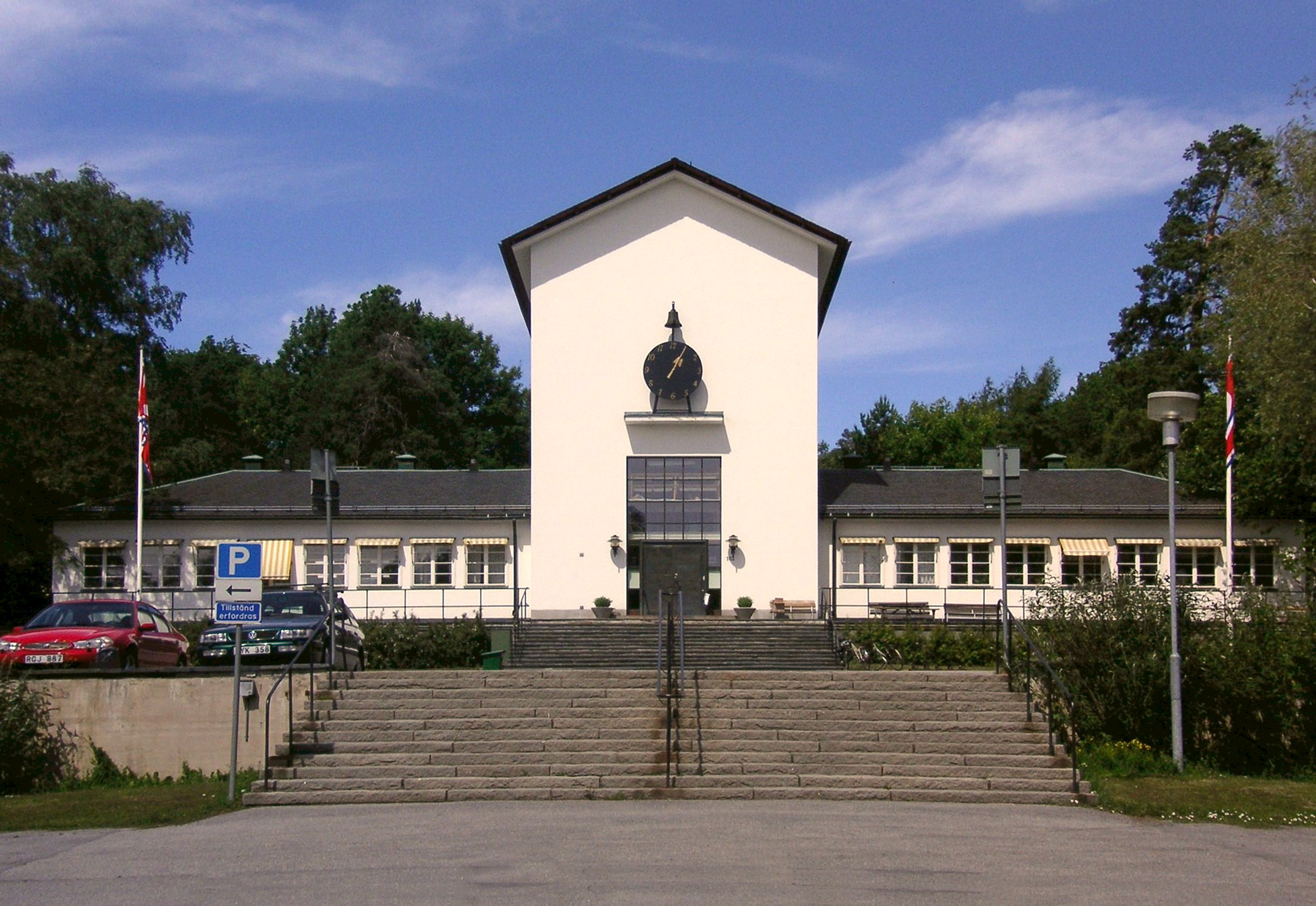
Frimurarebarnhuset
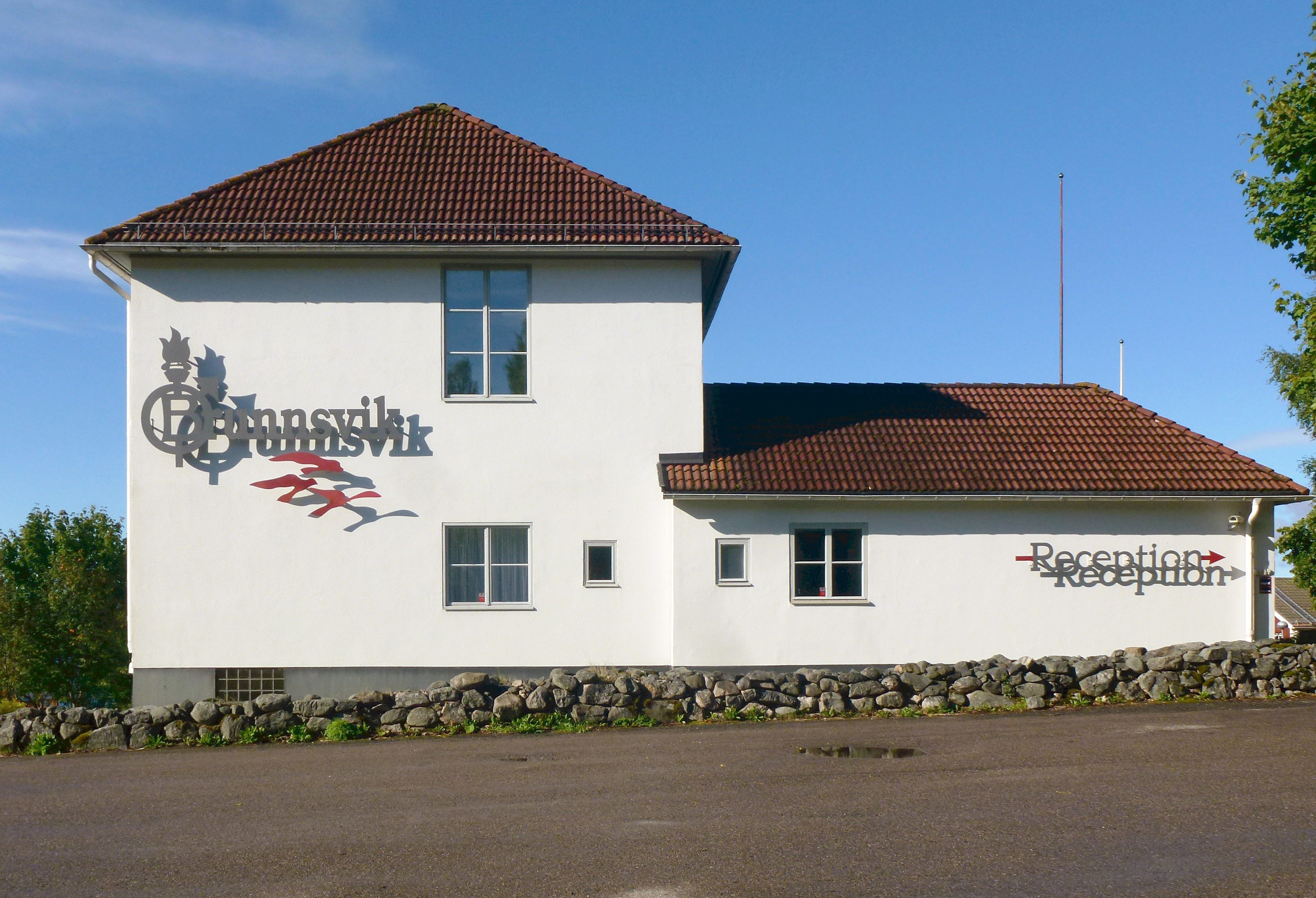
Brunnsviks folkhögskola
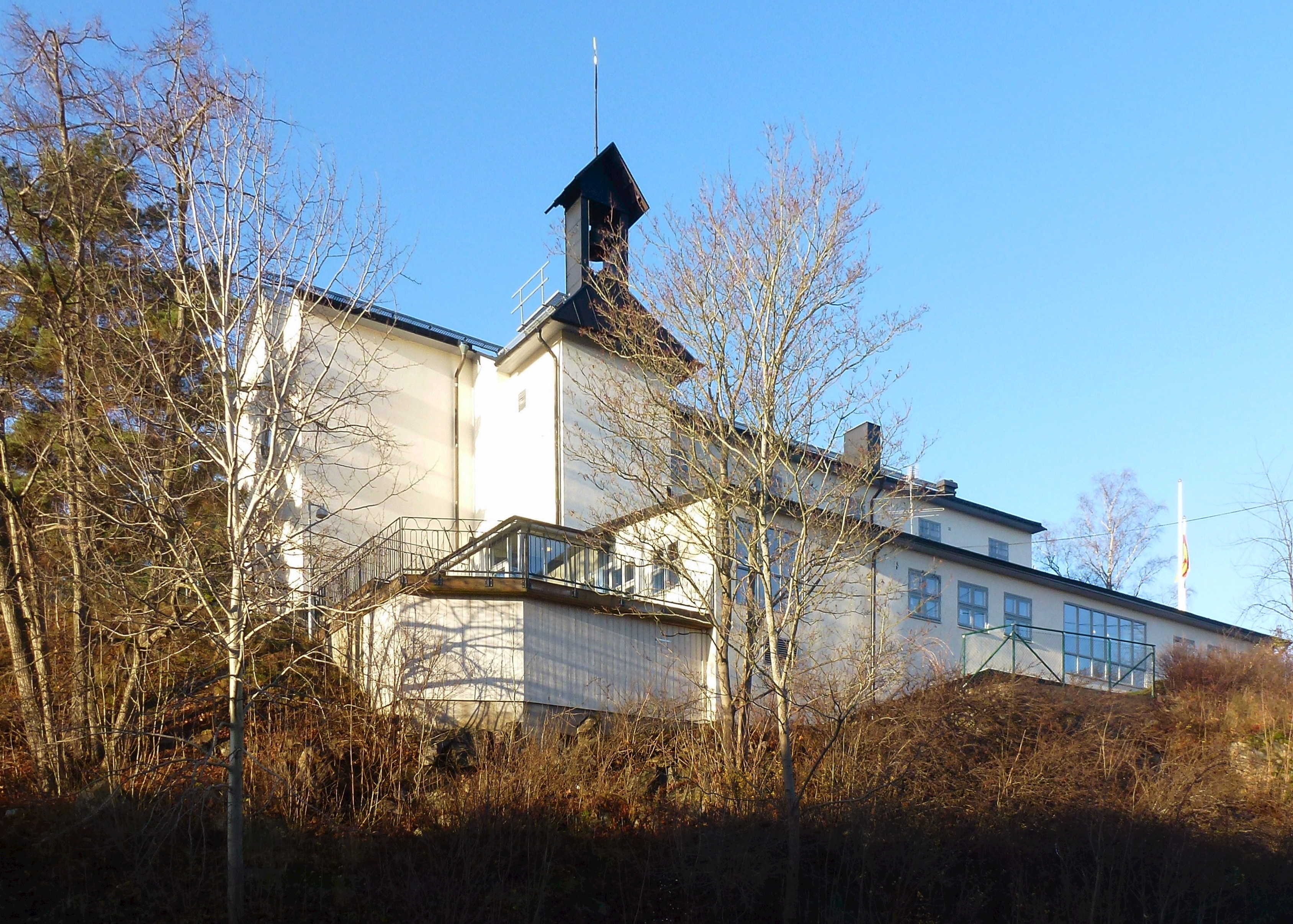
Mälarhöjdens kyrka
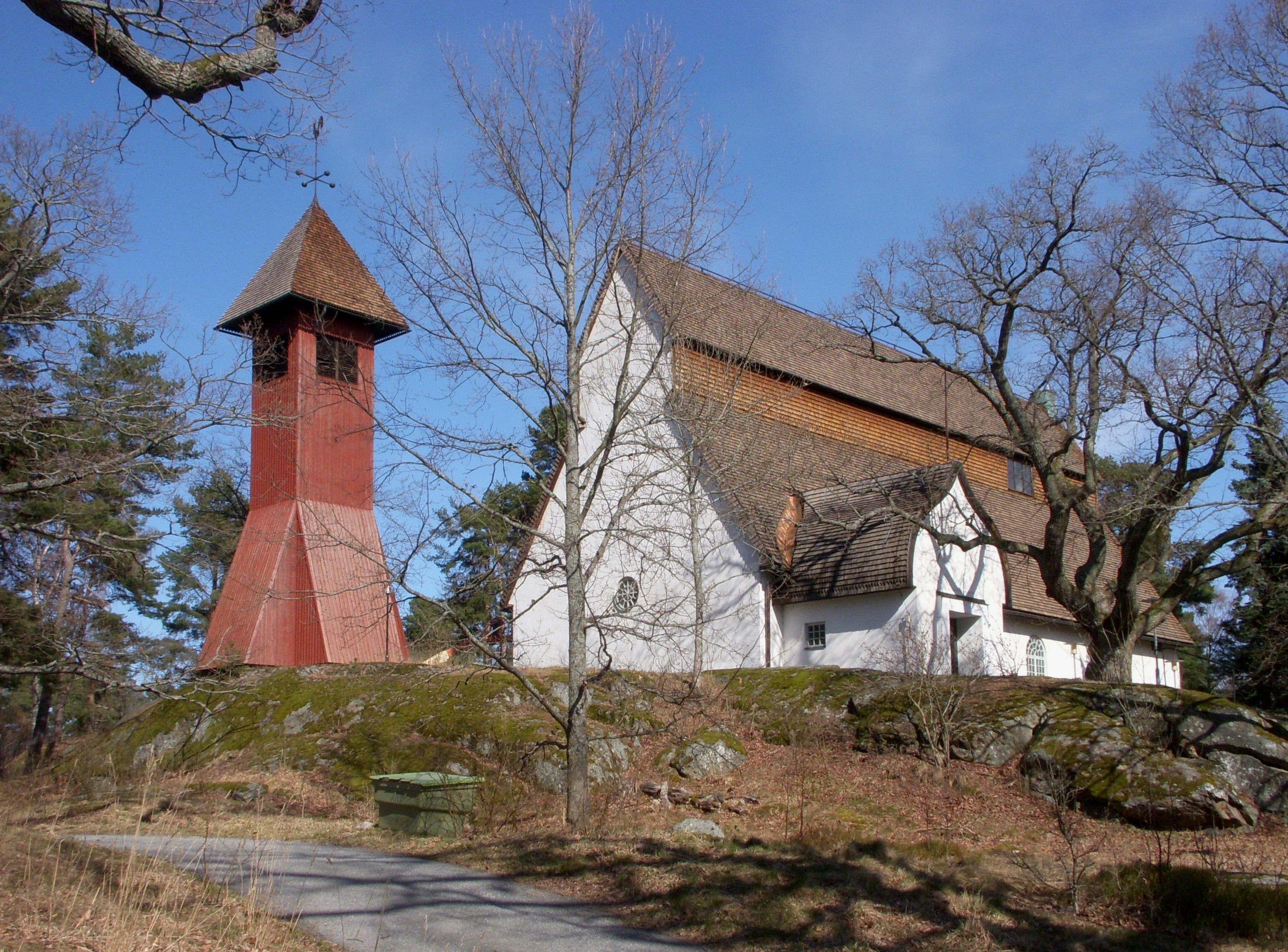
Stora Sköndals kyrka
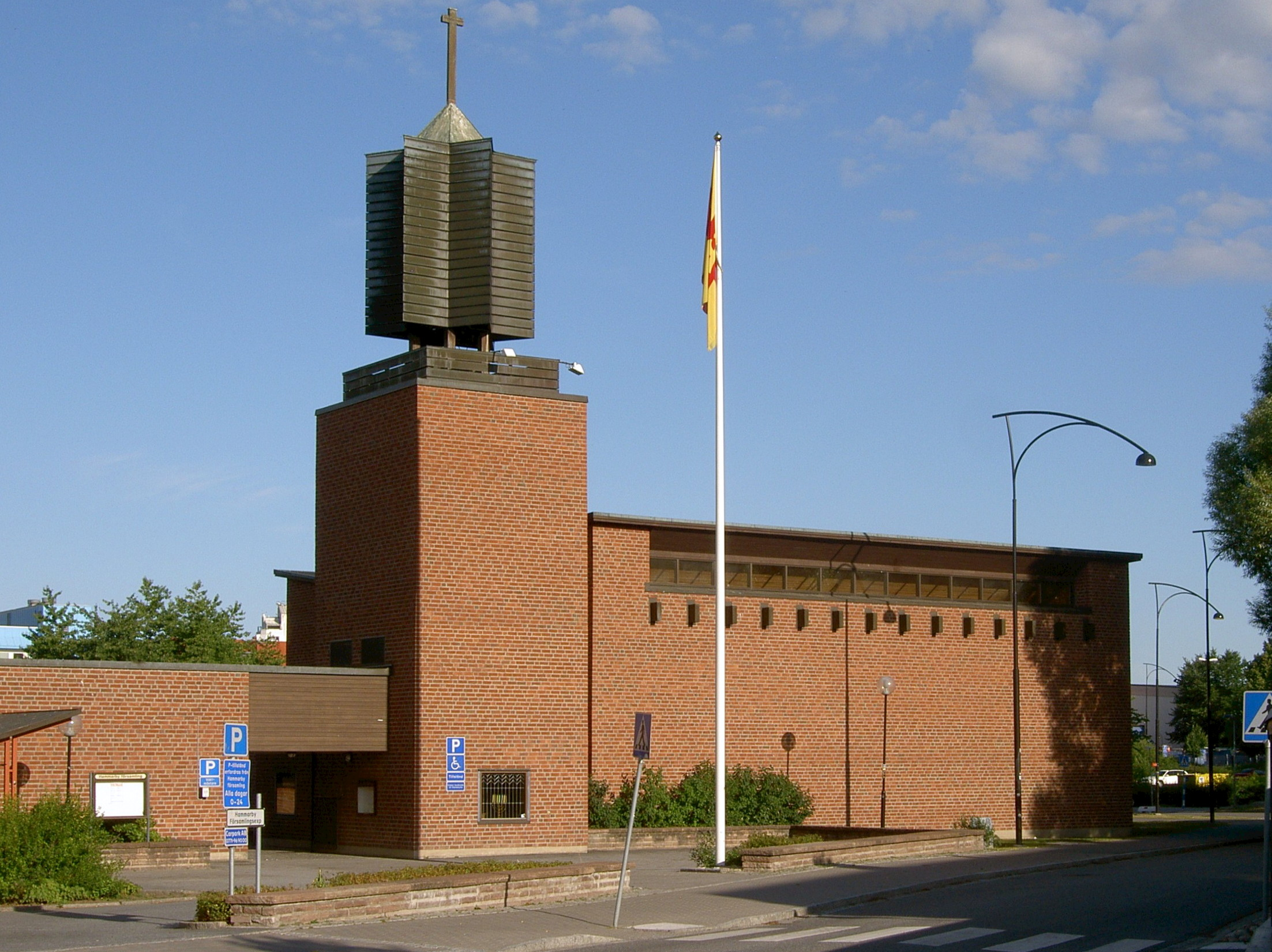
Vilunda kyrka
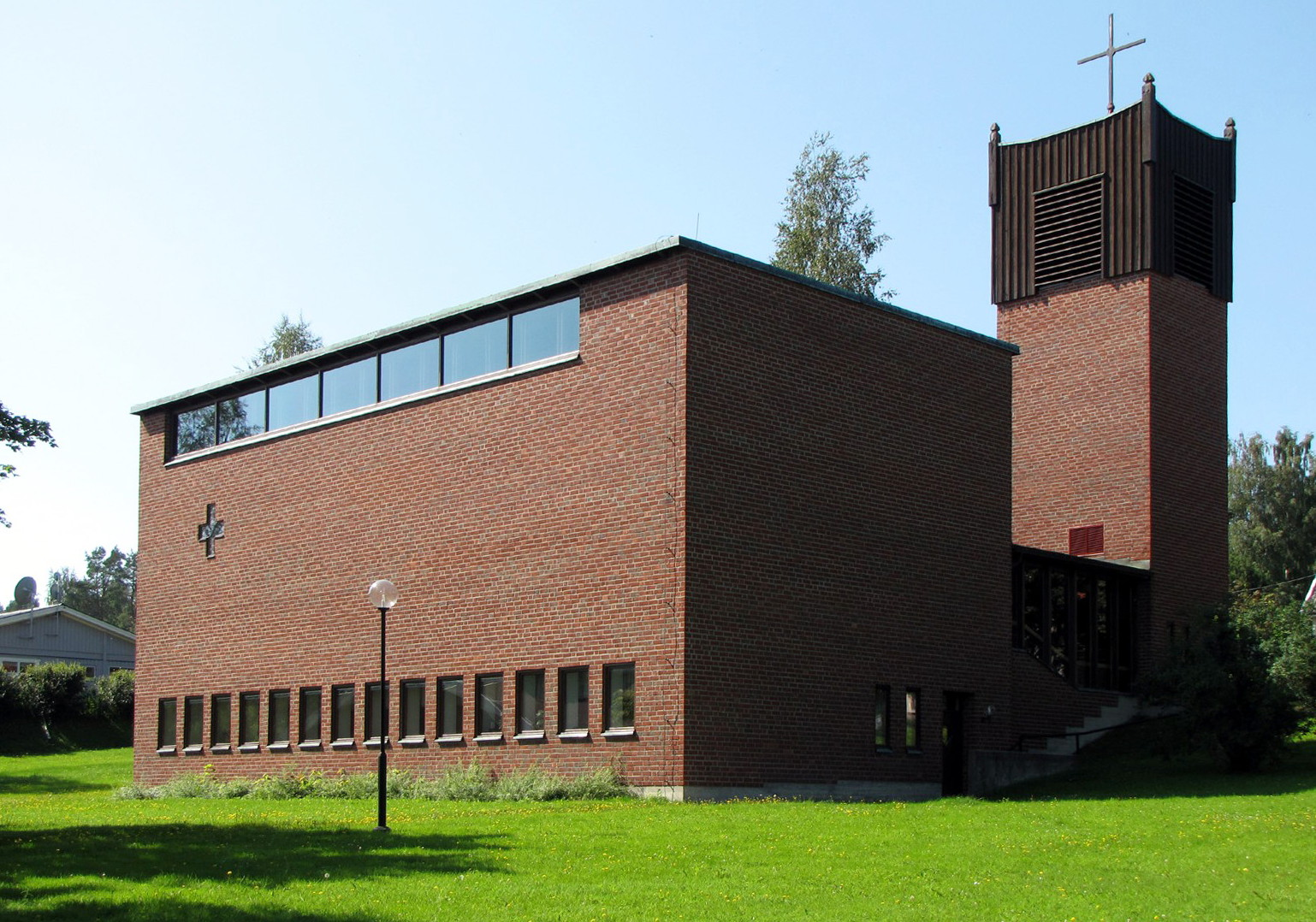
Domsjö kyrka
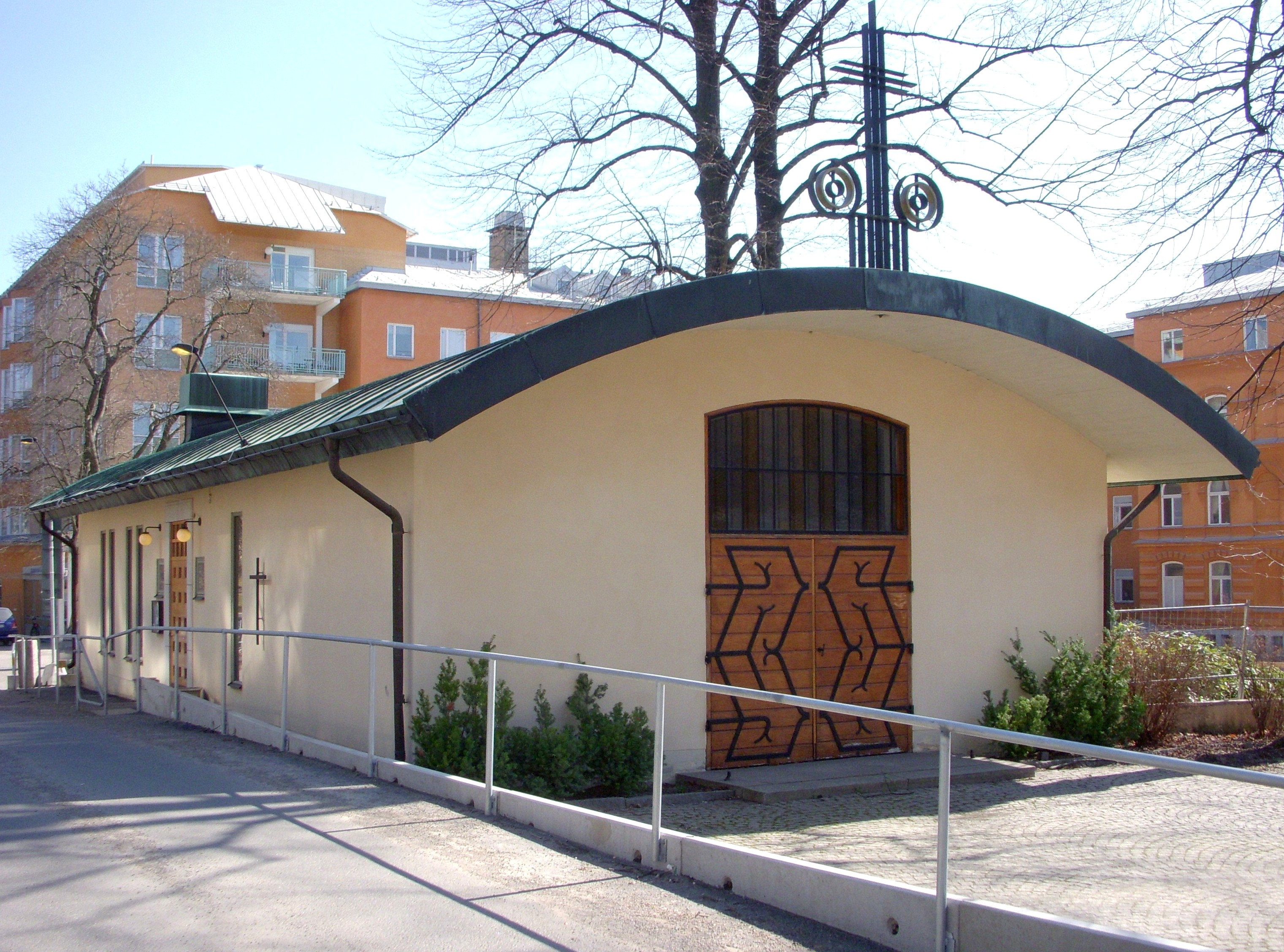
Kapell vid Stockholms sjukhem
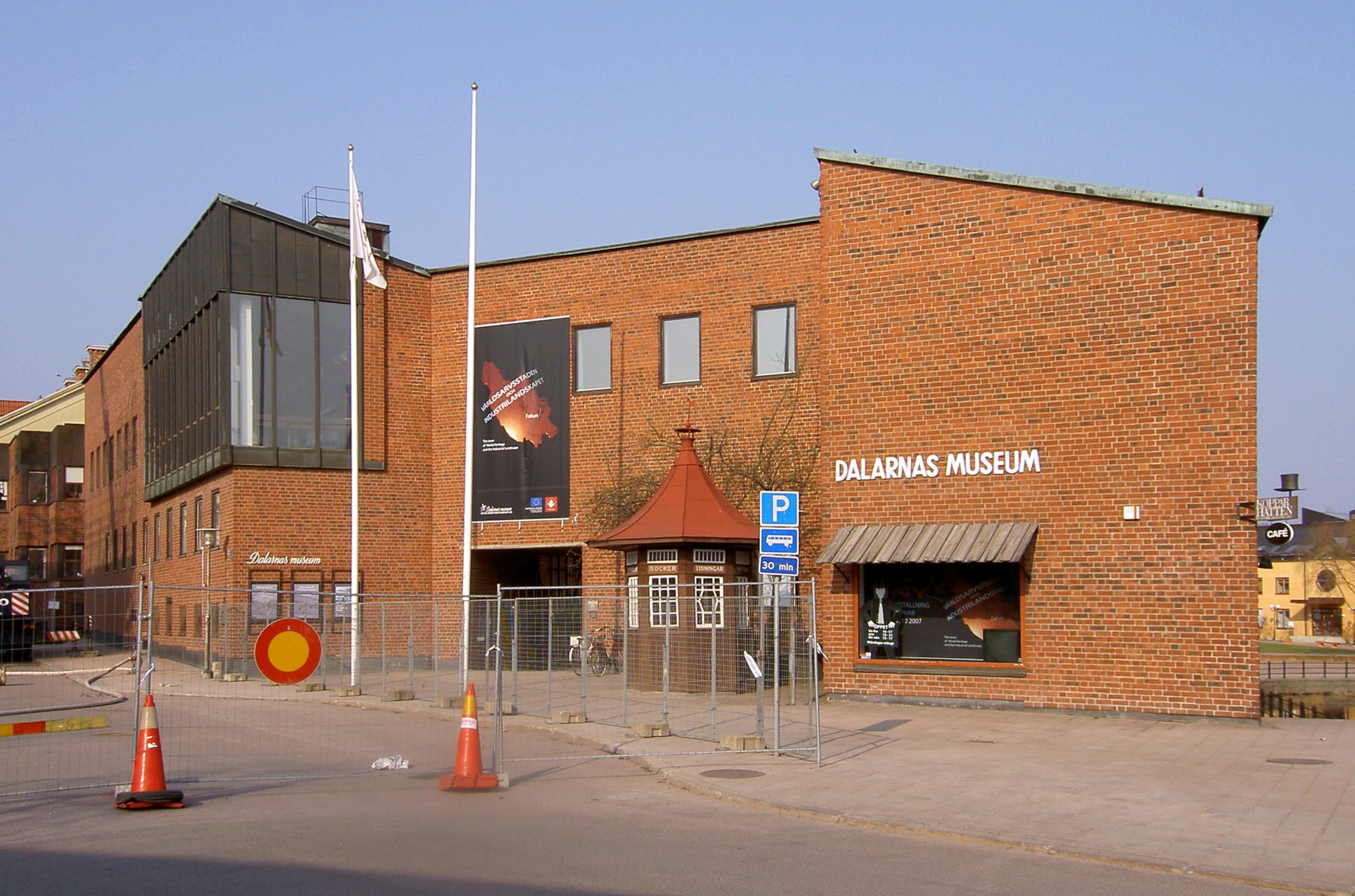
Dalarnas museum
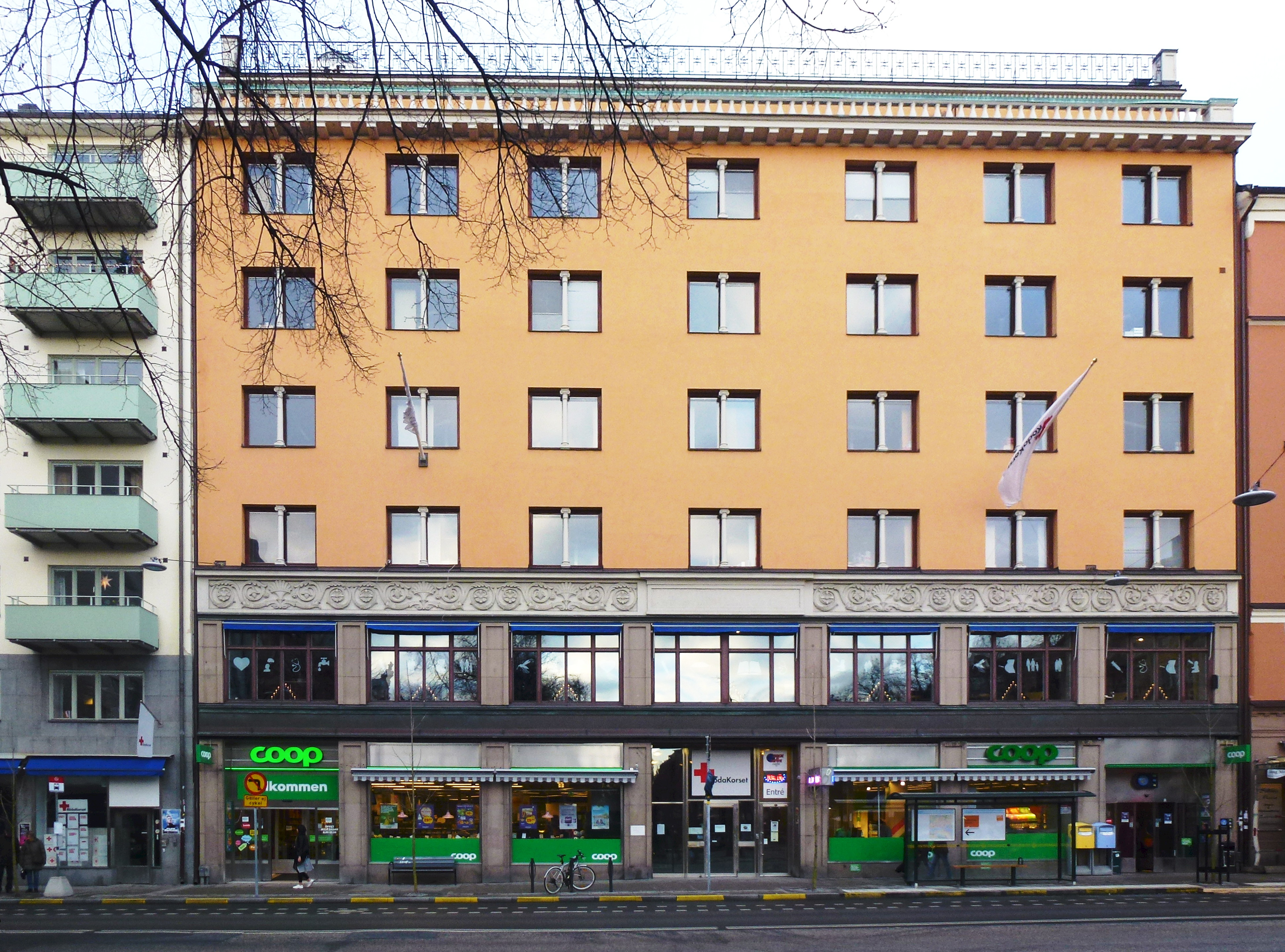
Paul U. Bergström, Södermalm

## Verk i urval
- Brännkyrkas församlingshus, Liljeholmen i Stockholm (1920-25)
- Paul U.Bergström, Hötorget, Stockholm (1924)
- Paul U. Bergström, Södermalm, Stockholm (1924)
- Frimurarebarnhuset, Blackeberg, Stockholm (1928-30)
- Bolagshotellet i Malmberget (1930)
- LO:s skola och Brunnsviks folkhögskola, Ludvika socken (1928-50)
- Mälarhöjdens kyrka, Stockholm (1929)
- Stora Sköndals kyrka, Stockholm (1929)
- Barnarve, Ljugarn (1933, för borgarrådet Yngve Larsson)
- Klarahallen, Stockholm, (1933)
- Sankt Olofs sjukhus, Visby (1933-36)
- Smalhusområdet Abessinien, Hjorthagen, Stockholm. Motalavägen med flera (1934-35)
- Medborgarhus och konsthall i Falun (1935-36)
- Allhelgonakyrkan, Malmberget (1945), flyttad, kommer att flyttas igen alternativt kan komma att rivas
- Hovrätten för västra Sverige, Göteborg (1945-48)
- Barnkliniken vid dåvarande Rikshospitalet, Oslo (1946-50)
- Universitetssjukhuset i Maracaibo i Venezuela (1946-54)
- Birgittas sjukhus i Vadstena (1950-60)
- Prins Bertils villa i Tylösand (1953-54)
- Hallandsgården, Hallands nations studenthem i Lund (1953-54)
- Teater och Folkets hus i Falun (1954-56)
- Stadshypotekskassans hus, Norrmalmstorg, Stockholm
- Dalarnas museum, Falun (1960)
- LKAB:s bolagskontor, Kiruna
- LKAB:s sovringsverk, Kiruna
- Domsjö kyrka, 1966
- Sankt Hans kyrka i Lund (1970)
- Tidigare LKAB-huset, Karlavägen 45 i Stockholm 1970-71
- Vilunda kyrka i Upplands Väsby (1974)

## Utmärkelser
Hakon Ahlberg mottog 1973 Alvar Aalto-medaljen. Han var den förste mottagaren efter Alvar Aalto själv, och han är hittills den ende svenske mottagaren.